# Церква Покрова Пресвятої Богородиці (Вареш)
Церква Покрова Пресвятої Богородиці (серб. Црква Покрова Пресвете Богородице, Crkva Pokrova Presvete Bogorodice) — діючий православний храм у місті Вареш. Належить Православній церкві Сербії. Пам'ятка архітектури Боснії і Герцеговини.

## Опис
Церква побудована в стилі необароко на прямокутному плані шириною 7,85 м та довжиною 13,75 м (разом з апсидою). Вхід до церкви розташований із західної сторони. Над ним у ряд разміщені три круглих вікна діаметром близько 90 см, над якими розміщене ще одне такого ж разміру. Над ними надбудована дзвінниця заввишки 16,3 м (до основи хреста), котра на 12,5 м здіймається над дахом храму. Товщина стін становить 60–65 см, апсиди — 43 см.

## Історія
Церква була збудована у 1884 році, за іншими даними — у 1891 році (напис на церковному дзвоні).
Священники церкви
- Дам'ян Ніколик;
- Радакович;
- Йован Мар'янович 1895—1901;
- Тріфко Максимович 1901;
- Максим Йованович 1901—1906;
- Саво Ристик 1906—1908;
- Петар Чошич 1908—1911;
- Богдан Петрович 1911—1915;
- Саво Савіч 1916—1919;
- Йово Попович 1919—1931;
- Йосиф Богданович 1931—1932;
- Йован Мар'янович 1932—1935;
- Славко Станкович 1935—1941;
- Данило Марьянача 1946—1971 рр .;
- Ранко Гунжич 1971—1974;
- Слободан Любарда 1974—1988;
- Деліво Раджак 1988—1992;
- Зоран Джеринич 1998—1999;
- Борис Бандкука 1999 дотепер.

- Під час Другої світової війни (1941—1945) та війни у Боснії і Герцеговині (1992—1998) священиків не було.